# صراحی (فیلم کوتاه)
صراحی یک فیلم کوتاه داستانی، ساخته سعید نجاتی است. این فیلم توانست عنوان بهترین فیلم کشورهای اسلامی را در جشنواره بین‌المللی فیلم کوتاه تهران کسب کند. این فیلم در نوروز ۹۵ در گروه هنر و تجربه اکران شد.

## داستان فیلم
داستان این فیلم در مورد طلبه جوانی است که به تازگی به خانه‌ای نقل مکان کرده است و با خواسته غیرمعقول زن همسایه رو به رو می‌شود.

## جوایز و افتخارات
- جایزه بهترین فیلم کشورهای اسلامی در سی و دومین دوره جشنواره فیلم کوتاه تهران[۳]
- جایزه دوم بهترین فیلم از جشنواره ملی رضوی[۴]
- جایزه بهترین فیلم از جشنواره بین‌المللی مهر محرم[۵]
- جایزه بهترین کارگردانی از جشنواره استانی فیلم و عکس قم[۶]
- جایزه بهترین کارگردانی از جشنواره ملی نماز و نیایش[۷]
- جایزه بهترین فیلم جشنواره اعتیاد و رسانه[۸]
- جایزه بهترین فیلم بخش داستانی از جشنواره فیلم کوتاه سما[۹]